# سیارک ۲۷۶۵۸
سیارک ۲۷۶۵۸ (به انگلیسی: 27658 Dmitrijbagalej، نامگذاری:1978RV) بیست و هفت هزار و ششصد و پنجاه و هشتمین سیارک کشف شده‌است که در ۱ سپتامبر ۱۹۷۸ کشف شد.